# Slipper Island
Slipper Island (Māori: Whakahau) ist eine kleine private, als Resort genutzte Insel vor der nördlichen Küste der Nordinsel von Neuseeland.

## Geographie
Die 2,77 km lange und bis zu 1,87 km breite Insel erstreckt sich 4 km östlich der Küste der Coromandel Peninsula und gut 6 km südöstlich des Ortes Pauanui. Administrativ gehört sie zur Region Waikato. 0,5 km und 1,37 km südwestlich der Insel liegen zwei kleinere vorgelagerte, bewaldete und unbewohnte Inseln, Penguin Island und Rabbit Island.
An der südwestlichen Bucht der Insel befindet sich eine kleine Schiffsanlegestelle und im nordwestlichen Teil wurde eine aus einer Graspiste bestehende Landebahn für einmotorige Kleinflugzeuge angelegt. Ein kleiner Leuchtturm, der von Maritime New Zealand betrieben wird, ist an der Ostseite der Insel zu finden.

## Geschichte
Die Insel gehört zu den wenigen Inseln in Neuseeland, die sich im Privateigentum befindet. Bis zum Jahr 2015 lag die Insel im Besitz der Needham-Familie, die die über 200 Hektar zur Verfügung stehende Fläche für gut zahlende Erholungssuchende zu einem Resort ausbaute und vermietete. Doch im April 2015 verkauften die Erben die über 45 Jahre im Besitz der Familie befindliche Insel für mehr als 7 Millionen NZ$ an einen in Auckland wohnhaften chinesischen Investor namens Wendy Weimei Wu. Zwischen den Erben herrschte seinerzeit Uneinigkeit über den Verkauf des Familienbesitzes, doch Liz Needham, eine der dreizehn Geschwister der Erbengemeinschaft setzte sich mit ihrem 61 % Anteil an dem Unternehmen Slipper Island Resort Ltd, dem die Insel gehörte, mit dem Verkauf schließlich durch.

## Nutzung
An der geschützten Westseite der Insel liegt an einer kleinen Bucht das Resort, das über die Firma Slipper Island Resort Ltd vermarktet wird.